# Echtwort
Mit Echtwort (auch Achtwort, Echtwerk oder ähnlich) wurde im Mittelalter und bis in die frühe Neuzeit ein Nutzungsrecht an gemeinschaftlichem Eigentum bezeichnet, beispielsweise eine Holz-, Weide- oder Fischereigerechtigkeit. Der Begriff erscheint oft in niederdeutschen und westfälischen Urkunden, kommt aber auch in der weiteren Umgebung vor.
Der Begriff ist eng mit dem Markenwesen verbunden. Die Anzahl der Echtworte eines Hofes bestimmte den Anteil dieses Hofes, der ihm an der Markennutzung zustand, beispielsweise zur Eichelmast einer bestimmten Anzahl von Schweinen. In der Grafschaft Limburg wurden sie noch im 18. Jahrhundert als eine Bemessungsgrundlage für die Aufteilung der Marken herangezogen. Im kölnischen Westfalen war der Begriff eher eine Erscheinung des 13. und 14. Jahrhunderts. Dort wurden später die Höfe oder Kotten als Bemessungsgrundlage herangezogen.